# Jericho (tv-serie)
Jericho er en amerikansk tv-serie der handler om folk nær byen Jericho i den amerikanske stat Kansas under og efter et atombombeangreb.
Serien blev taget af programmet hos CBS, da American Idol fik mange af deres seere[kilde mangler]. Et af de sidste ord, som hovedpersonen Jake Green siger i serien er "nuts" ("nødder"), og det tog fansene bogstaveligt og sendte en del tons nødder til tv-stationen CBS. CBS reagerede herpå, og startede produktionen af yderligere 7 afsnit, i håb om forøget seertal. Nødderne blev doneret til et godt formål[kilde mangler]. Ratings fra den 7 afsnits lange anden sæson tilfredsstillede heller ikke CBS, der igen aflyste serien.

## Fodnoter
1. ↑  Watch with Kristin – Jericho. Modtaget den 16-05-2008.